# Eishockey-Nationalliga (Österreich) 2002/03
Die Saison 2002/03 der österreichischen Eishockey-Nationalliga wurde mit acht Mannschaften ausgespielt. Der Vorjahresmeister EC Supergau Feldkirch hatte von seinem Recht zum Aufstieg in die Bundesliga Gebrauch gemacht und trat daher in dieser Saison nicht in der Nationalliga an. Neuer Meister wurde der EK Zell am See.

## Allgemeines

### Teilnehmer
Es nahmen 8 Mannschaften teil. Nach dem Aufstieg Feldkirchs in die Bundesliga und dem Ausstieg des EC Kitzbühel und des SV Ehrwald waren der EK Zell am See und der KSV Eishockeyklub neu hinzugekommen. Kapfenberg trat dabei den Gang in die zweite Liga als Absteiger der Vorsaison an, der EK Zell am See entschied sich aus finanziellen Gründen zu diesem Schritt.
- EC Red Bulls Salzburg
- EK Zell am See
- EV Zeltweg
- EHC Bregenzerwald
- EHC Montafon
- Kapfenberger SV
- EC Dornbirn
- EC Wattens

### Modus
Der Grunddurchgang wurde als doppelte Hin- und Rückrunde ausgespielt, wobei nach der Hälfte der Spiele die erzielten Punkte aller Mannschaften halbiert wurden (Punkteteilung). Alle acht Mannschaften waren automatisch für die Playoffs qualifiziert. Viertel- und Halbfinale wurden als Best of three-Serien ausgetragen. Das Finale wurde mit einer Best of five-Serie der Meister ermittelt.

## Grunddurchgang

### Tabelle nach dem Grunddurchgang
| Platz | Team                  | GP | W  | L (OL) | GF:GA   | Pts |
| ----- | --------------------- | -- | -- | ------ | ------- | --- |
| 1     | EC Red Bulls Salzburg | 28 | 22 | 4 (2)  | 151:92  | 35  |
| 2     | EK Zell am See        | 28 | 22 | 3 (3)  | 204:99  | 35  |
| 3     | EV Zeltweg            | 28 | 18 | 8 (2)  | 133:99  | 28  |
| 4     | EHC Bregenzerwald     | 28 | 15 | 12 (1) | 84:111  | 23  |
| 5     | EHC Montafon          | 28 | 13 | 13 (2) | 113:148 | 22  |
| 6     | Kapfenberger SV       | 28 | 11 | 13 (4) | 136:153 | 32  |
| 7     | EC Dornbirn           | 28 | 7  | 19 (2) | 96:129  | 12  |
| 8     | EC Wattens            | 28 | 4  | 22 (2) | 81:167  | 8   |

## Playoffs

### Viertelfinale
- Red Bulls Salzburg (1) – EC Wattens (8): 2:0 (9:2, 8:3)
- EK Zell am See (2) – EC Dornbirn (7): 2:0 (8:5, 5:2)
- EV Zeltweg (3) – Kapfenberger SV (6): 1:2 (4:7, 5:2, 1:5)
- EC Bregenzerwald (4) – EC Montafon (5): 2:1 (1:2, 2:1, 8:3)

### Halbfinale
- Red Bulls Salzburg (1) – EHC Bregenzerwald (4): 2:1 (6:1, 1:3, 10:5)
- EK Zell am See (2) – Kapfenberger SV (6): 2:0 (8:3, 5:3)

### Finale
- Red Bulls Salzburg (1) – EK Zell am See (2): 2:3 (0:8, 3:4 n. V., 4:2, 6:5 n. P., 3:8)

Mit dem 8:3-Auswärtssieg in Salzburg entschied der EK Zell am See die Meisterschaft für sich. Da der Verein jedoch erst vor dieser Saison aus finanziellen Gründen in die zweite Liga abgestiegen war, entschieden sich die Verantwortlichen gegen einen Wiederaufstieg in die Bundesliga.

## Statistiken
| Topscorer | Topscorer          | Topscorer  | Topscorer | Topscorer | Topscorer | Topscorer | Topscorer |
| Rang      | Spieler            | Team       | GP        | G         | A         | Pts       | PIM       |
| --------- | ------------------ | ---------- | --------- | --------- | --------- | --------- | --------- |
| 1         | Walter Putnik      | Zell       | 34        | 39        | 48        | 87        | 42        |
| 2         | Sheldon Moser      | Salzburg   | 38        | 46        | 40        | 86        | 52        |
| 3         | Jason Sands        | Salzburg   | 32        | 42        | 32        | 74        | 87        |
| 4         | Patrik Aronsson    | Zell       | 30        | 15        | 58        | 73        | 97        |
| 5         | Ryan Foster        | Zell       | 23        | 36        | 34        | 70        | 77        |
| 6         | Jason Melong       | Kapfenberg | 32        | 27        | 39        | 66        | 30        |
| 7         | Dmitri Pirozhkov   | Kapfenberg | 31        | 30        | 33        | 63        | 44        |
| 8         | Brian McCarthy     | Salzburg   | 38        | 23        | 36        | 59        | 42        |
| 9         | Stefan Janisch     | Kapfenberg | 32        | 17        | 40        | 57        | 40        |
| 10        | Thomas Frühwirth   | Salzburg   | 33        | 16        | 33        | 49        | 44        |
| 11        | Helmut Karel       | Kapfenberg | 33        | 12        | 36        | 48        | 32        |
| 12        | Aleksandr Pokladov | Montafon   | 29        | 29        | 18        | 47        | 18        |
| 13        | Anton Winkler      | Zeltweg    | 29        | 15        | 32        | 47        | 54        |
| 14        | Wolfgang Trup      | Zell       | 35        | 8         | 39        | 47        | 90        |
| 15        | Dieter Strobl      | Wattens    | 30        | 15        | 31        | 46        | 61        |

## Meisterschaftsendstand
1. EK Zell am See
2. EC Red Bull Salzburg
3. EHC Bregenzerwald
4. Kapfenberger SV
5. EV Zeltweg
6. EC Montafon
7. EC Dornbirn
8. EC Wattens

## Kader des Nationalliga-Meisters
| Nationalliga-Meister EK Zell am See | Torhüter: Patrick Machreich, Stefan Horneber, Alexander Krätschmer Verteidiger: Patrik Aronsson, Günther D'Ambros, Albert Fersterer, Markus Hausegger, Jakob Lainer, Victor Lindgren, Wolfgang Trup Angreifer: Jozef Daňo, Harald Estermann, Ryan Foster, Thomas Guggenberger, Robin Johnston, Florian Kaindl, Gerald Lederer, Walter Putnik, Christoph Rud, Matthias Schwab, Thomas Schwab, Stephan Uhl, Philipp Wurzer Cheftrainer: |